# Guembelitria
Guembelitria, en ocasiones erróneamente denominado Guembilitria, es un género de foraminífero planctónico de la familia Guembelitriidae, de la superfamilia Heterohelicoidea, del suborden Globigerinina y del orden Globigerinida. Su especie tipo es Gümbelitria cretacea. Su rango cronoestratigráfico abarca desde el Albiense (Cretácico inferior) hasta el Daniense inferior (Paleoceno inferior).

## Descripción
Guembelitria incluía especies con conchas triseriadas, de forma subcónica globular; sus cámaras eran subesféricas; sus suturas intercamerales eran incididas; su contorno ecuatorial era subtriangular lobulado; su periferia era redondeada; su abertura principal era interiomarginal, umbilical, con forma de arco, y bordeada por un labio; presentaban pared calcítica hialina, microperforada, con poros en túmulo generando una superficie pustulada o papilada.

## Discusión
Clasificaciones posteriores han incluido Guembelitria en el orden Heterohelicida.

## Paleoecología
Guembelitria incluía especies con un modo de vida planctónico, de distribución latitudinal cosmopolita, y habitantes pelágicos de aguas superficiales (medio epipelágico, y preferentemente nerítico medio y externo).

## Clasificación
Guembelitria incluye a las siguientes especies:
- Guembelitria blowi †
- Guembelitria cretacea †
- Guembelitria dammula †

Otras especies consideradas en Guembelitria son:
- Guembelitria alabamensis †, considerada como Trochoguembelitria alabamensis
- Guembelitria azzouzi †, aceptada como  Guembelitria cretacea
- Guembelitria besbesi †, aceptada como  Guembelitria cretacea
- Guembelitria cenomana †, considerada como Archaeoguembelitria cenomana
- Guembelitria columbiana †, considerada como Jenkinsina columbiana
- Guembelitria danica †, considerada como Chiloguembelitria danica
- Guembelitria evgeniae †
- Guembelitria harrisi †, considerada como Archaeoguembelitria harrisi
- Guembelitria irregularis †, considerada como Chiloguembelitria irregularis
- Guembelitria ornata †
- Guembelitria oveyi †
- Guembelitria samwelli †, considerada como Jenkinsina samwelli
- Guembelitria sergipensis †
- Guembelitria stavensis †, considerada como Jenkinsina stavensis
- Guembelitria triseriata †, considerada como Jenkinsina triseriata
- Guembelitria turrita †
- Guembelitria vivans, considerada como Gallitellia vivans